# Temanto
Temanto är en ort i Gambia. Den ligger i regionen Upper River, i den östra delen av landet, 290 km öster om huvudstaden Banjul. Antalet invånare var 170 vid folkräkningen 2013.